# Liste der Kulturdenkmale in Rietschen

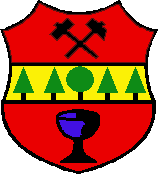
Wappen von Rietschen

In der Liste der Kulturdenkmale in Rietschen sind die Kulturdenkmale der sächsischen Gemeinde Rietschen verzeichnet, die bis September 2024 vom Landesamt für Denkmalpflege Sachsen erfasst wurden (ohne archäologische Kulturdenkmale). Die Anmerkungen sind zu beachten.
Diese Aufzählung ist eine Teilmenge der Liste der Kulturdenkmale im Landkreis Görlitz.

## Rietschen
| Bild                                    | Bezeichnung | Lage                                                                         | Datierung | Beschreibung | ID       |
| --------------------------------------- | --- | ---------------------------------------------------------------------------- | --- | --- | -------- |
| Direkt Bild zu diesem Denkmal hochladen | Brücke im Zuge der K 8413 | (K 8413, am Kilometer 1,625, zwischen Rothenburger Straße 31 und 33) (Karte) | Wohl 1920er Jahre | Verkehrsgeschichtlich von Bedeutung | 09278463 |
| Direkt Bild zu diesem Denkmal hochladen | Wohnstallhaus mit Scheunenteil und abgewinkeltem Anbau am Wohnteil | Bäckerstraße 3 (Nieder Prauske) (Karte)                                      | Nach 1800 | Baugeschichtlich von Bedeutung | 09278909 |
| Direkt Bild zu diesem Denkmal hochladen | Schrotholzwohnstallhaus und Scheune | Bäckerstraße 5 (Nieder Prauske) (Karte)                                      | Um 1850 (Wohnstallhaus); um 1890 (Scheune) | Baugeschichtlich und sozialgeschichtlich von Bedeutung | 09277008 |
| Weitere Bilder                          | Stellwerk | Bahnhofstraße (Ecke Muskauer Straße) (Karte)                                 | Um 1900 | Eisenbahngeschichtlich von Bedeutung | 09276375 |
| Weitere Bilder                          | Empfangsgebäude, Nebengebäude und Güterschuppen des Bahnhofes | Bahnhofstraße 3 (Karte)                                                      | ca. 1869 (Empfangsgebäude); 2. Hälfte 19. Jahrhundert (Nebengebäude) | Bahnstrecke Berlin–Görlitz; regionaltypische Ziegelbauweise, eisenbahngeschichtlich von Bedeutung | 09276372 |
| Weitere Bilder                          | Denkmal für die Gefallenen des Ersten Weltkrieges | Bautzener Straße (Nieder Prauske; Ecke Bäckerstraße) (Karte)                 | Nach 1928 | Granitstele auf Sockel, ortsgeschichtlich von Bedeutung | 09300359 |
| Direkt Bild zu diesem Denkmal hochladen | Wohnhaus und drei Seitengebäude eines Bauernhofes | Bautzener Straße 19 (Nieder Prauske) (Karte)                                 | Um 1850 | Baugeschichtlich und wirtschaftsgeschichtlich von Bedeutung | 09277017 |
| Direkt Bild zu diesem Denkmal hochladen | Wohnstallhaus | Bautzener Straße 36 (Karte)                                                  | 1910 | Regionaltypischer Ziegelbau, baugeschichtlich von Bedeutung | 09277019 |
| Direkt Bild zu diesem Denkmal hochladen | Schule | Bautzener Straße 40 (Nieder Prauske) (Karte)                                 | 1911/12 (Neubau) | Mit Einflüssen des Reformstils, baugeschichtlich und ortsgeschichtlich von Bedeutung | 09277018 |
| Direkt Bild zu diesem Denkmal hochladen | Wohnhaus und Seitengebäude | Bergstraße 1 (Nieder Prauske) (Karte)                                        | Um 1920 | Klinker, baugeschichtlich von Bedeutung | 09277009 |
| Direkt Bild zu diesem Denkmal hochladen | Wohnstallhaus mit Fachwerk | Bergstraße 9 (Nieder Prauske) (Karte)                                        | Um 1860 | Lehmfachwerk, teils Klinker, baugeschichtlich und sozialgeschichtlich von Bedeutung | 09277011 |
| Direkt Bild zu diesem Denkmal hochladen | Schrotholzwohnhaus und Nebengebäude (Teehaus) | Feldweg 8 (Karte)                                                            | Bezeichnet mit 1823 | Umgesetzt aus dem ehemaligen Nappatsch, baugeschichtlich von Bedeutung | 09276358 |
| Weitere Bilder                          | Rittergut Rietschen (Sachgesamtheit) | Forsthausweg 2, 2b, 2c, 3, 4 (Karte)                                         | 17.–19. Jahrhundert | Sachgesamtheit Rittergut Rietschen bestehend aus den Einzeldenkmalen: Herrenhaus (Nr. 2), ehemaliges Forsthaus (Nr. 4), sogenanntes Kavaliershaus (Nr. 3) und zwei Scheunen (Nr. 2b, 2c), siehe Einzeldenkmale 09300771, und Gutspark (Gartendenkmal); baugeschichtlich und ortsgeschichtlich von Bedeutung | 09276373 |
| Direkt Bild zu diesem Denkmal hochladen | Herrenhaus (Nr. 2), Gesindewohnhaus (sogenanntes Forsthaus, Nr. 4), sogenanntes Kavaliershaus (Nr. 3) und zwei Scheunen (Nr. 2b, 2c), Einzeldenkmale zu ID-Nr. 09276373 | Forsthausweg 2, 2b, 2c, 3, 4 (Karte)                                         | Bezeichnet mit 1686 (Kavaliershaus); 17. und 18. Jahrhundert (Herrenhaus); Mitte 19. Jahrhundert, Kern eventuell älter, sogenanntes Forsthaus (Gesindehaus); um 1900 (Gutsscheune) | Einzeldenkmale der Sachgesamtheit Rittergut Rietschen; baugeschichtlich und ortsgeschichtlich von Bedeutung | 09300771 |
| Weitere Bilder                          | Wohnhaus mit Holzvorbau | Görlitzer Straße 17 (Karte)                                                  | Um 1920 | Klinker, baugeschichtlich von Bedeutung | 09277023 |
| Weitere Bilder                          | Villa mit Einfriedung | Görlitzer Straße 24, 24b (Karte)                                             | 1920er Jahre | Baugeschichtlich von Bedeutung | 09279077 |
| Direkt Bild zu diesem Denkmal hochladen | Pavillon der Gaststätte „Bergklause“ | Görlitzer Straße 34 (Karte)                                                  | Um 1910 | Ortsgeschichtlich von Bedeutung | 09277006 |
| Direkt Bild zu diesem Denkmal hochladen | Villa mit Nebengebäude, Villengarten und Einfriedung | Görlitzer Straße 43, 45 (Karte)                                              | Um 1920 | Baugeschichtlich und städtebaulich von Bedeutung | 09277020 |
| Direkt Bild zu diesem Denkmal hochladen | Scheune (Fachwerk) und zwei weitere Nebengebäude (Ziegel) eines Vierseithofes                                                                                           | Hammerstädter Straße 3 (Karte)                                               | Um 1850 | Baugeschichtlich von Bedeutung | 09276488 |
| Direkt Bild zu diesem Denkmal hochladen | Forsthaus und Scheune | Hammerstädter Straße 10 (Werda) (Karte)                                      | 1912 | Beides in Blockständerbauweise, baugeschichtlich und ortsgeschichtlich von Bedeutung | 09276335 |
| Direkt Bild zu diesem Denkmal hochladen | Scheune eines Anwesens | Heidehäuser 6 (Karte)                                                        | Anfang 19. Jahrhundert | Fachwerk-Scheune, baugeschichtlich von Bedeutung | 09277004 |
| Direkt Bild zu diesem Denkmal hochladen | Wohnhaus und hölzerne Wasserpumpe | Heideweg 2 (Werda) (Karte)                                                   | Um 1920 | Baugeschichtlich von Bedeutung | 09276341 |
| Weitere Bilder                          | Sowjetisches Ehrenmal | Kirchstraße (Ecke Görlitzer Straße) (Karte)                                  | Um 1950 | Errichtet für die Gefallenen der Sowjetarmee des 2. Weltkrieges, ortsgeschichtlich von Bedeutung | 09277028 |
|                                         | Friedhof Rietschen (Sachgesamtheit) | Kirchstraße (Karte)                                                          | Um 1900 | Sachgesamtheit Friedhof Rietschen mit folgenden Einzeldenkmalen: Parentationshalle sowie zwei Denkmale für die Gefallenen des Ersten Weltkrieges (siehe Einzeldenkmale 09300360); ortsgeschichtlich von Bedeutung | 09303222 |
| Weitere Bilder                          | Parentationshalle (Einzeldenkmal zu ID-Nr. 09303222) | Kirchstraße (Karte)                                                          | Um 1900 | Einzeldenkmal der Sachgesamtheit Friedhof Rietschen; ortsgeschichtlich von Bedeutung | 09300360 |
| Weitere Bilder                          | Denkmal für die Gefallenen des Ersten Weltkrieges (Einzeldenkmal zu ID-Nr. 09303222)                                                                                    | Kirchstraße (Karte)                                                          | Nach 1918 | Einzeldenkmal der Sachgesamtheit Friedhof Rietschen; ortsgeschichtlich von Bedeutung | 09300360 |
| Weitere Bilder                          | Denkmal für die Gefallenen des Ersten Weltkrieges (Einzeldenkmal zu ID-Nr. 09303222)                                                                                    | Kirchstraße (Karte)                                                          | Nach 1918 | Einzeldenkmal der Sachgesamtheit Friedhof Rietschen; ortsgeschichtlich von Bedeutung | 09300360 |
| Weitere Bilder                          | Kirche Rietschen | Kirchstraße 1 (Karte)                                                        | 1914–1916 | Saalkirche mit rechteckigem Chorturm und westlichem Dachreiter, baugeschichtlich und ortsgeschichtlich von Bedeutung | 09277027 |
| Weitere Bilder                          | Wohnmühlenhaus, Mahlgebäude und Nebengebäude eines Mühlenkomplexes | Kirchstraße 35 (Werda) (Karte)                                               | 19. Jahrhundert (Mahlgebäude); Kern wohl 18. Jahrhundert (Wohnmühlenhaus) | Baugeschichtlich und ortsgeschichtlich von Bedeutung | 09277001 |
| Direkt Bild zu diesem Denkmal hochladen | Wohnstallhaus und Scheune mit Anbau eines Bauernhofes | Mühlteichweg 3 (Werda) (Karte)                                               | Um 1920 | Märkische Handstrichziegel, baugeschichtlich und wirtschaftsgeschichtlich von Bedeutung | 09276425 |
|                                         | Mietshaus in offener Bebauung | Muskauer Straße 5 (Karte)                                                    | Um 1900 | Mit Einflüssen des Schweizerstils, baugeschichtlich und städtebaulich von Bedeutung | 09276376 |
| Weitere Bilder                          | Wohnhaus in offener Bebauung | Muskauer Straße 7 (Karte)                                                    | Um 1905 | Gründerzeitgebäude, Klinkerfassade mit Putzgliederungen, baugeschichtlich und städtebaulich von Bedeutung | 09276374 |
| Direkt Bild zu diesem Denkmal hochladen | Ehemalige Schule | Muskauer Straße 15 (Karte)                                                   | Ende 19. Jahrhundert | Baugeschichtlich und ortsgeschichtlich von Bedeutung | 09277322 |
| Weitere Bilder                          | Wohnhaus in offener Bebauung | Poststraße 2 (Karte)                                                         | Um 1900 | Einfaches Dekor, baugeschichtlich von Bedeutung | 09276369 |
| Direkt Bild zu diesem Denkmal hochladen | Fabrikantenvilla mit Villengarten | Poststraße 3 (Karte)                                                         | Um 1905/1910 | Aufwändigstes Villengebäude im Ort, baugeschichtlich und städtebaulich von Bedeutung | 09300361 |
| Weitere Bilder                          | Wohnhaus mit Nebengebäude | Poststraße 4 (Karte)                                                         | Um 1900 | Steht im Kontext zum Bahnhof, ortstypische Klinkerbauten, baugeschichtlich von Bedeutung | 09276370 |
| Weitere Bilder                          | Wohnhaus mit Nebengebäude | Poststraße 6 (Karte)                                                         | Um 1900 | Steht im Kontext zum Bahnhof, baugeschichtlich von Bedeutung | 09276371 |
|                                         | Denkmal für die Gefallenen des Ersten Weltkrieges | Rothenburger Straße (Neuhammer/Ecke Teichaer Weg) (Karte)                    | Nach 1918 | Ortsgeschichtlich von Bedeutung | 09276380 |
| Direkt Bild zu diesem Denkmal hochladen | Landwarenhaus | Rothenburger Straße 1 (Karte)                                                | 1958 | Bauliches Zeugnis der frühen DDR, baugeschichtlich und ortsgeschichtlich von Bedeutung | 09300348 |
| Direkt Bild zu diesem Denkmal hochladen | Kulturhaus des Wetro-Werkes | Rothenburger Straße 14a (Karte)                                              | 1954 | Baugeschichtlich und ortsgeschichtlich von Bedeutung | 09277025 |
| Direkt Bild zu diesem Denkmal hochladen | Wohnhaus und zwei Seitengebäude eines Dreiseithofes | Rothenburger Straße 25 (Neuhammer) (Karte)                                   | Nach 1850 | Klinker, baugeschichtlich und wirtschaftsgeschichtlich von Bedeutung | 09276379 |
| Direkt Bild zu diesem Denkmal hochladen | Wohnhaus und Scheune | Rothenburger Straße 31 (Neuhammer) (Karte)                                   | Vor 1900 | Baugeschichtlich und wirtschaftsgeschichtlich von Bedeutung | 09276381 |
| Direkt Bild zu diesem Denkmal hochladen | Wohnhaus in offener Bebauung | Rothenburger Straße 39 (Neuhammer) (Karte)                                   | Um 1920 | Regionaltypischer Ziegelbau, baugeschichtlich von Bedeutung | 09276383 |
| Direkt Bild zu diesem Denkmal hochladen | Wohnstallhaus eines Bauernhofes | Rothenburger Straße 40 (Neuhammer) (Karte)                                   | 1894 | Regionaltypischer Ziegelbau, baugeschichtlich von Bedeutung | 09276386 |
| Direkt Bild zu diesem Denkmal hochladen | Ehemalige Schule | Schulstraße 2 (Karte)                                                        | 1913 | Formensprache des frühen 20. Jahrhunderts, baugeschichtlich und ortsgeschichtlich von Bedeutung | 09300345 |
| Direkt Bild zu diesem Denkmal hochladen | Wohnhaus und Scheune eines Bauernhofes | Teichaer Weg 2 (Neuhammer) (Karte)                                           | 1861 | Baugeschichtlich und wirtschaftsgeschichtlich von Bedeutung | 09276385 |
| Direkt Bild zu diesem Denkmal hochladen | Wohnhaus und drei Seitengebäude eines Vierseithofes | Thomas-Müntzer-Straße 1 (Nieder Prauske) (Karte)                             | Um 1890, straßenseitige Scheunen jünger | Ziegelbauweise, baugeschichtlich und wirtschaftsgeschichtlich von Bedeutung | 09277012 |
| Direkt Bild zu diesem Denkmal hochladen | Wohnhaus und Scheune eines Gehöftes | Thomas-Müntzer-Straße 11 (Nieder Prauske) (Karte)                            | Um 1900 | Baugeschichtlich und wirtschaftsgeschichtlich von Bedeutung | 09277015 |
| Direkt Bild zu diesem Denkmal hochladen | Schrotholz-Torscheune | Thomas-Müntzer-Straße 22 (Nieder Prauske) (Karte)                            | Vor 1830 | Baugeschichtlich von Bedeutung | 09277014 |
| Weitere Bilder                          | Freilichtmuseum Erlichthof (Sachgesamtheit) | Turnerweg 6, 8 (Karte)                                                       | 1713/14 (Wohnhaus); 1763/1764 (Scheune); 1769/70 (Auszugshaus); 1778/79 (Torhaus)                                                                                                  | Sachgesamtheit Freilichtmuseum Erlichthof, bestehend aus translozierten ländlichen Gebäuden mit folgenden Einzeldenkmalen: ehemaliges Forsthaus, drei Scheunen und zwei Schrotholzhäusern (Turnerweg 8, 09300334), einem Schrotholzgehöft mit Wohnhaus, Auszugshaus, Scheune und Torhaus (Turnerweg 8, 09300332) und folgenden Sachgesamtheitsteilen: Stall und Backofen (Turnerweg 8), Marktscheune (ehemals Am Erlichthof 3), Schrotholzgebäude (ehemals Am Erlichthof 11), Schrotholzscheune (ehemals Am Erlichthof 13), Schrotholzgebäude (ehemals Am Erlichthof 18) sowie (noch ohne Nummer) „Theaterscheune“, gegenüberliegendes Wohnhaus, „Glasstübchen“, „Hofladen“, „Bäckerei“ und nördlich angrenzendes Gebäude; regional bedeutendes Zeugnis musealer Aktivitäten nach 1989, Verwaltungsanschrift Turnerweg 6 | 09300336 |
| Direkt Bild zu diesem Denkmal hochladen | Schrotholzhaus | Turnerweg 8 (Karte)                                                          | Um 1780 | Baugeschichtlich und sozialgeschichtlich von Bedeutung, Gebäude transloziert zum Erlichthof nach Rietschen | 09285598 |
| Weitere Bilder                          | Translozierte ländliche Gebäude mit Holzkonstruktion: Schrotholzgehöft mit Wohnhaus, Auszugshaus, Scheune und Torhaus (Einzeldenkmale zu ID-Nr. 09300336)               | Turnerweg 8 (Karte)                                                          | 1713/14 (Wohnhaus); 1763/64 (Scheune); 1769/70 (Auszugshaus); 1778/79 (Torhaus) | Einzeldenkmale der Sachgesamtheit Erlichthof; regional bedeutendes Zeugnis musealer Aktivitäten nach 1989 | 09300332 |
| Weitere Bilder                          | Translozierte ländliche Gebäude mit Holzkonstruktion: ehemaliges Forsthaus, drei Scheunen und zwei Schrotholzhäusern (Einzeldenkmale zu ID-Nr. 09300336)                | Turnerweg 8 (Karte)                                                          | 1739/40 (Am Erlichthof 9); 1756 (Am Erlichthof 2); 1813/14 (Forsthaus und Am Erlichthof 5); 1818 (Am Erlichthof 7, Schrotholzwohnhaus)                                             | Einzeldenkmale der Sachgesamtheit Erlichthof; regional bedeutendes Zeugnis musealer Aktivitäten nach 1989 | 09300334 |
| Direkt Bild zu diesem Denkmal hochladen | Villa und Garagengebäude (Landhaus Edith) | Waldstraße 16 (Karte)                                                        | Um 1920 | Baugeschichtlich von Bedeutung | 09277021 |

## Altliebel
| Bild                                    | Bezeichnung                                                | Lage                            | Datierung                                            | Beschreibung                                                | ID       |
| --------------------------------------- | ---------------------------------------------------------- | ------------------------------- | ---------------------------------------------------- | ----------------------------------------------------------- | -------- |
| Direkt Bild zu diesem Denkmal hochladen | Wohnhaus, Scheune und zwei Seitengebäude eines Bauernhofes | Bautzener Landstraße 23 (Karte) | Um 1900                                              | Baugeschichtlich und wirtschaftsgeschichtlich von Bedeutung | 09278446 |
| Direkt Bild zu diesem Denkmal hochladen | Wohnhaus und Scheune eines ehemaligen Dreiseithofes        | Bautzener Landstraße 25 (Karte) | Ende 19. Jahrhundert (Wohnhaus); nach 1900 (Scheune) | Baugeschichtlich und wirtschaftsgeschichtlich von Bedeutung | 09278447 |
| Direkt Bild zu diesem Denkmal hochladen | Scheune eines Vierseithofes                                | Bautzener Landstraße 29 (Karte) | Um 1780                                              | Fachwerkscheune, baugeschichtlich von Bedeutung             | 09278448 |

## Daubitz
| Bild                                    | Bezeichnung | Lage                                                  | Datierung                                                                                            | Beschreibung | ID       |
| --------------------------------------- | --- | ----------------------------------------------------- | --- | --- | -------- |
| Direkt Bild zu diesem Denkmal hochladen | Wohnhaus, Scheune und Seitengebäude eines Bauernhofes | Alte Muskauer Straße 1 (Karte)                        | Um 1800 (Wohnhaus); um 1920 (Scheune)                                                                | Wohnhaus Obergeschoss Fachwerk verputzt, baugeschichtlich und wirtschaftsgeschichtlich von Bedeutung | 09277320 |
| Direkt Bild zu diesem Denkmal hochladen | Schrotholzhaus (Umgebinde und Blockstube) und Scheune | Alte Muskauer Straße 14 (Karte)                       | 1795 Dendro (Wohnstallhaus); um 1900 (Scheune)                                                       | Baugeschichtlich und sozialgeschichtlich von Bedeutung | 09276422 |
|                                         | Kriegerdenkmal für die Gefallenen von 1870/71 und 1866 mit Büste Kaiser Wilhelms | Dorfstraße (gegenüber der Kirche) (Karte)             | 19. Jahrhundert                                                                                      | Obelisk, ortsgeschichtlich von Bedeutung | 09276404 |
|                                         | Rittergut Daubitz (Sachgesamtheit) | Dorfstraße 2, 4, 6, 8, 10, 12, 14, 16, 18, 20 (Karte) | 18. Jahrhundert                                                                                      | Sachgesamtheit Rittergut Daubitz mit folgenden Einzeldenkmalen: Schloss (Nr. 18), umgeben von drei Seiten Wirtschaftsgebäuden (Nr. 2, 4, 6, 8, 10, 12, 14, 16, 20) und dreibogige Zufahrtsbrücke (siehe auch Einzeldenkmale 09276395) sowie Gutspark (Gartendenkmal); baugeschichtlich, ortsgeschichtlich und landschaftsgestaltend von Bedeutung; Rittergut Daubitz mit Schloss, Wirtschaftsgebäuden, dreibogiger Zufahrtsbrücke sowie Gutspark als Gartendenkmal; das barocke Herrenhaus, dessen verziertes hofseitiges Sandsteinportal mit Allianzwappen „1720“ bezeichnet ist, ist ein zweigeschossiger massiver Putzbau von 9:5 Achsen mit Mansardwalmdach. Zur Parkseite öffnet sich als Mittelrisalit ein Altan mit dreibogiger Loggia und Freitreppe, der in Renaissanceformen übergiebelt ist (2. Hälfte 19. Jahrhundert). Der Bau fügt sich ein in die Reihe der Herrenhäuser, die die spezielle Kulturlandschaft der Oberlausitz mitprägen. Drei Seiten gedrungener, zweigeschossiger Wirtschaftsgebäude aus dem 18. und 19. Jahrhundert (die Nordseite mit korbbogiger Einfahrt wohl noch älter als das Herrenhaus) komplettieren die Gestalt des großen, bereits vor 600 Jahren erwähnten Anwesens, und sorgen für Hofbildung. Qualitativ durch seine Grundidee sich über die meisten vergleichbaren Objekte der Region erhebend, schließt sich westlich der knapp 800 Meter lange und etwa 200 Meter breite Gutspark mit leichter Ellipsenform an. Eine große zentrale Freifläche und der alte Baumbestand, der sie rahmt, stehen mit ihrer Suggestion unendlicher Natur beispielhaft für einen Landschaftspark, wie er durch englischen Einfluss im früheren 19. Jahrhundert auch in Sachsen entstand. Trotz einiger Verluste und temporärer Verwahrlosung ist der Dokumentationswert des Parks durch seine noch bedeutsame Substanz hoch. | 09300764 |
|                                         | Schloss (Nr. 18), umgeben von drei Seiten Wirtschaftsgebäuden (Nr. 2, 4, 6, 8, 10, 12, 14, 16, 20) und dreibogige Zufahrtsbrücke (Einzeldenkmale zu ID-Nr. 09300764)                       | Dorfstraße 2, 4, 6, 8, 10, 12, 14, 16, 18, 20 (Karte) | 1720 (Rittergut); 17./18. Jahrhundert (Wirtschaftsgebäude); um 1900 (Straßenbrücke)                  | Einzeldenkmale der Sachgesamtheit Rittergut Daubitz; baugeschichtlich und ortsgeschichtlich von Bedeutung | 09276395 |
| Direkt Bild zu diesem Denkmal hochladen | Schrotholzhaus mit giebelseitigem Umgebinde | Dorfstraße 25 (Karte)                                 | Vor 1850                                                                                             | Landschaftstypisch, baugeschichtlich und sozialgeschichtlich von Bedeutung | 09276398 |
| Direkt Bild zu diesem Denkmal hochladen | Geschäftshaus (Gewandhaus) | Dorfstraße 32a (Karte)                                | Um 1920                                                                                              | Eingeschossiger Klinkerbau mit Drempel, baugeschichtlich und ortsgeschichtlich von Bedeutung | 09276410 |
| Direkt Bild zu diesem Denkmal hochladen | Schrotholzhaus mit Blockstube | Dorfstraße 34 (Karte)                                 | Nach 1850                                                                                            | Regionaltypisch, baugeschichtlich und sozialgeschichtlich von Bedeutung | 09276413 |
| Direkt Bild zu diesem Denkmal hochladen | Villa, Seitengebäude und zwei Stallgebäude mit Kumthalle eines Gutes (Ulmenhof) | Dorfstraße 42 (Karte)                                 | Um 1900                                                                                              | Baugeschichtlich und wirtschaftsgeschichtlich von Bedeutung | 09276412 |
| Direkt Bild zu diesem Denkmal hochladen | Doppelwohnhaus | Dorfstraße 43 (Karte)                                 | Um 1900                                                                                              | Mit zwei bekrönten Giebeln, baugeschichtlich von Bedeutung | 09300356 |
| Direkt Bild zu diesem Denkmal hochladen | Wohnhaus, Scheune und Seitengebäude sowie Brücke eines Bauernhofes | Dorfstraße 44 (Karte)                                 | Nach 1900                                                                                            | Baugeschichtlich und wirtschaftsgeschichtlich von Bedeutung | 09276414 |
| Direkt Bild zu diesem Denkmal hochladen | Schrotholzhaus mit giebelseitigem Umgebinde | Dorfstraße 59 (Karte)                                 | Vor 1850                                                                                             | Landschaftstypisch, baugeschichtlich und sozialgeschichtlich von Bedeutung | 09276411 |
| Direkt Bild zu diesem Denkmal hochladen | Ländliches Wohnhaus | Dorfstraße 65 (Karte)                                 | Um 1900                                                                                              | Roter Ziegelbau, baugeschichtlich von Bedeutung | 09300355 |
| Direkt Bild zu diesem Denkmal hochladen | Wohnhaus (Taborvilla), Scheune und Seitengebäude eines Bauernhofes, mit Einfriedung | Dorfstraße 73 (Karte)                                 | Um 1900                                                                                              | In gutem Originalzustand erhaltene Anlage, baugeschichtlich und wirtschaftsgeschichtlich von Bedeutung | 09276409 |
| Direkt Bild zu diesem Denkmal hochladen | Wohnhaus, Seitengebäude mit Scheunenteil und Scheune eines Dreiseithofes | Feldhäuserweg 127 (Karte)                             | 19. Jahrhundert                                                                                      | Baugeschichtlich und wirtschaftsgeschichtlich von Bedeutung | 09276737 |
| Direkt Bild zu diesem Denkmal hochladen | Ehemalige Schmiede (mit Ausstattung) und daran anschließender Wohnteil | Schmiedegasse 10 (Karte)                              | Ende 19. Jahrhundert                                                                                 | Baugeschichtlich und ortsgeschichtlich von Bedeutung | 09276402 |
| Direkt Bild zu diesem Denkmal hochladen | Scheune mit winkligem Schuppenanbau | Schmiedegasse 12 (Karte)                              | Um 1910                                                                                              | Baugeschichtlich und wirtschaftsgeschichtlich von Bedeutung | 09276401 |
| Direkt Bild zu diesem Denkmal hochladen | Pfarrhaus | Schmiedegasse 13 (Karte)                              | Kern 17. Jahrhundert                                                                                 | Obergeschoss Fachwerk, baugeschichtlich und ortsgeschichtlich von Bedeutung | 09276403 |
| Weitere Bilder                          | Kirche mit Kirchhof, 15 barocke Grabsteine an der Kirchenaußenwand, drei Grabmale auf dem Kirchhof, Denkmal für die Gefallenen des Ersten Weltkrieges und Kirchhofsmauer mit drei Torbögen | Schulgasse (Karte)                                    | 1707 (Kirchhofsmauer); 17.–19. Jahrhundert (Grabmal); 1914–1916 (Kirche); nach 1918 (Kriegerdenkmal) | Baugeschichtlich und ortsgeschichtlich von Bedeutung | 09276405 |
| Direkt Bild zu diesem Denkmal hochladen | Wohnhaus | Schulgasse 15, 15a (Karte)                            | 1937/1938                                                                                            | Heimatstil der 1930er Jahre, baugeschichtlich von Bedeutung | 09276408 |
| Direkt Bild zu diesem Denkmal hochladen | Schule | Schulgasse 16 (Karte)                                 | 1925                                                                                                 | Formensprache der 1920er Jahre, baugeschichtlich und ortsgeschichtlich von Bedeutung | 09276407 |
| Direkt Bild zu diesem Denkmal hochladen | Ehemalige Schule (Obergeschoss Fachwerk) und Scheune | Schulgasse 17 (Karte)                                 | 1799 (Wohnhaus); um 1900 (Scheune)                                                                   | Baugeschichtlich und ortsgeschichtlich von Bedeutung | 09276406 |
| Direkt Bild zu diesem Denkmal hochladen | Wohnhaus mit Scheunenanbau | Walddorfer Straße 5 (Karte)                           | Um 1900                                                                                              | Regionaltypischer Ziegelbau, baugeschichtlich von Bedeutung | 09276417 |
| Direkt Bild zu diesem Denkmal hochladen | Wohnhaus und zwei Seitengebäude eines Bauernhofes | Walddorfer Straße 6 (Karte)                           | Um 1900                                                                                              | Regionaltypische Ziegelbauten, baugeschichtlich und wirtschaftsgeschichtlich von Bedeutung | 09276418 |
| Direkt Bild zu diesem Denkmal hochladen | Wohnhaus | Walddorfer Straße 12 (Karte)                          | Um 1900                                                                                              | Regionaltypischer Ziegelbau, baugeschichtlich von Bedeutung | 09276419 |
| Direkt Bild zu diesem Denkmal hochladen | Wohnhaus mit Stallanbau und zwei Scheunen eines regionaltypischen Dreiseithofes (Walddorfer Schlangenhäuser)                                                                               | Walddorfer Straße 15 (Karte)                          | Nach 1850                                                                                            | Baugeschichtlich und wirtschaftsgeschichtlich von Bedeutung | 09276420 |
| Direkt Bild zu diesem Denkmal hochladen | Wohnhaus, Scheune und Seitengebäude eines Bauernhofes (Walddorfer Schlangenhäuser) | Walddorfer Straße 16 (Karte)                          | Nach 1850                                                                                            | Regionaltypische Ziegelbauten, baugeschichtlich und wirtschaftsgeschichtlich von Bedeutung | 09276421 |

## Hammerstadt
| Bild                                    | Bezeichnung                   | Lage                        | Datierung                  | Beschreibung                                                          | ID       |
| --------------------------------------- | ----------------------------- | --------------------------- | -------------------------- | --------------------------------------------------------------------- | -------- |
| Direkt Bild zu diesem Denkmal hochladen | Wohnhaus (Fachwerk, verputzt) | Am Schöps 3 (Karte)         | 1. Hälfte 19. Jahrhundert  | Baugeschichtlich von Bedeutung                                        | 09278439 |
| Direkt Bild zu diesem Denkmal hochladen | Schule                        | Landstraße 13 (Karte)       | 1913                       | Ortsgeschichtlich von Bedeutung                                       | 09278432 |
|                                         | Steinkreuz                    | Landstraße 18 (bei) (Karte) | 18. Jahrhundert oder älter | Ortsgeschichtlich von Bedeutung                                       | 09278430 |
| Direkt Bild zu diesem Denkmal hochladen | Scheune                       | Landstraße 20 (Karte)       | 2. Hälfte 19. Jahrhundert  | Fachwerk, baugeschichtlich und wirtschaftsgeschichtlich von Bedeutung | 09278434 |
| Direkt Bild zu diesem Denkmal hochladen | Scheune                       | Landstraße 21, 23 (Karte)   | 2. Hälfte 19. Jahrhundert  | Fachwerk, baugeschichtlich und wirtschaftsgeschichtlich von Bedeutung | 09278435 |

## Neuliebel
| Bild                                    | Bezeichnung                                                                     | Lage                                           | Datierung              | Beschreibung                                                                                 | ID       |
| --------------------------------------- | ------------------------------------------------------------------------------- | ---------------------------------------------- | ---------------------- | -------------------------------------------------------------------------------------------- | -------- |
| Direkt Bild zu diesem Denkmal hochladen | Wohnhaus und zwei Seitengebäude eines Bauernhofes                               | Alte Dorfstraße 14, 14a (Karte)                | Spätes 19. Jahrhundert | Regionaltypische Ziegelbauweise, baugeschichtlich und wirtschaftsgeschichtlich von Bedeutung | 09276998 |
|                                         | Denkmal für die Gefallenen des Ersten Weltkrieges                               | Altliebeler Weg (Ecke Alte Dorfstraße) (Karte) | Nach 1918              | Granitstele mit Kreuz, ortsgeschichtlich von Bedeutung                                       | 09278449 |
| Direkt Bild zu diesem Denkmal hochladen | Wohnstallhaus mit Kumthalle, Scheune und zwei Seitengebäude eines Vierseithofes | Boxberger Straße 6 (Karte)                     | 1892                   | Alles Klinker, baugeschichtlich und wirtschaftsgeschichtlich von Bedeutung                   | 09278450 |
| Direkt Bild zu diesem Denkmal hochladen | Wohnstallhaus, Scheune und Seitengebäude eines Dreiseithofes                    | Boxberger Straße 21 (Karte)                    | Ende 19. Jahrhundert   | Klinker, baugeschichtlich und wirtschaftsgeschichtlich von Bedeutung                         | 09278451 |

## Teicha
| Bild                                    | Bezeichnung                                                          | Lage                                  | Datierung                                                      | Beschreibung | ID       |
| --------------------------------------- | -------------------------------------------------------------------- | ------------------------------------- | -------------------------------------------------------------- | --- | -------- |
| Direkt Bild zu diesem Denkmal hochladen | Wohnhaus und Scheune eines Gehöftes                                  | Teicha-Dorfstraße 4 (Karte)           | 1924                                                           | Regionaltypische Ziegelbauten, hochgradig ursprünglich erhalten, baugeschichtlich und wirtschaftsgeschichtlich von Bedeutung | 09276394 |
|                                         | Herrenhaus eines Rittergutes mit Park, Brunnen und Einfriedung       | Teicha-Dorfstraße 17 (Karte)          | Kern wohl 18. Jahrhundert; 1920er Jahre                        | Baugeschichtlich und ortsgeschichtlich von Bedeutung                                                                         | 09276391 |
| Direkt Bild zu diesem Denkmal hochladen | Wohnhaus mit angebautem Wirtschaftsteil                              | Teicha-Dorfstraße 21 (Karte)          | Bezeichnet mit 1893                                            | Klinker, baugeschichtlich und wirtschaftsgeschichtlich von Bedeutung                                                         | 09276390 |
| Direkt Bild zu diesem Denkmal hochladen | Wohnstallhaus und Scheune eines Winkelhofes                          | Teicha-Dorfstraße 34 (Karte)          | 2. Hälfte 19. Jahrhundert (Wohnstallhaus); nach 1900 (Scheune) | Baugeschichtlich und wirtschaftsgeschichtlich von Bedeutung                                                                  | 09276392 |
| Direkt Bild zu diesem Denkmal hochladen | Wohnhaus und Einfriedung                                             | Teichaer Allee 3 (Karte)              | Um 1900                                                        | Gutszusammenhang, baugeschichtlich von Bedeutung                                                                             | 09278427 |
| Direkt Bild zu diesem Denkmal hochladen | Fachwerk-Wohnhaus und Scheune eines Bauernhofes                      | Teichaer Allee 12 (Karte)             | Um 1850 (Wohnhaus); nach 1900 (Scheune)                        | Baugeschichtlich und wirtschaftsgeschichtlich von Bedeutung                                                                  | 09276393 |
| Direkt Bild zu diesem Denkmal hochladen | Denkmal für die Gefallenen des Ersten Weltkrieges                    | Teichaer Allee 12 (gegenüber) (Karte) | Nach 1918                                                      | Ortsgeschichtlich von Bedeutung                                                                                              | 09300362 |
| Direkt Bild zu diesem Denkmal hochladen | Wohnhaus mit integriertem Wirtschaftsteil des ehemaligen Rittergutes | Teicha-Zum Gut 8 (Karte)              | 2. Hälfte 19. Jahrhundert                                      | Baugeschichtlich und ortsgeschichtlich von Bedeutung                                                                         | 09276389 |
| Direkt Bild zu diesem Denkmal hochladen | Wirtschaftsgebäude des ehemaligen Rittergutes                        | Teicha-Zum Gut 19 (Karte)             | 2. Hälfte 19. Jahrhundert                                      | Baugeschichtlich und ortsgeschichtlich von Bedeutung                                                                         | 09276388 |

## Ehemalige Denkmäler

### Ehemaliges Denkmal (Rietschen)
| Bild                                    | Bezeichnung        | Lage                   | Datierung | Beschreibung                                                            | ID       |
| --------------------------------------- | ------------------ | ---------------------- | --------- | ----------------------------------------------------------------------- | -------- |
| Direkt Bild zu diesem Denkmal hochladen | Bahnwärterhäuschen | Glaswerkstraße (Karte) | Um 1900   | Eisenbahngeschichtlich von Bedeutung; zwischen 2011 und 2018 abgerissen | 09276363 |

### Ehemaliges Denkmal (Daubitz)
| Bild                                    | Bezeichnung                        | Lage                 | Datierung | Beschreibung                                                                   | ID       |
| --------------------------------------- | ---------------------------------- | -------------------- | --------- | ------------------------------------------------------------------------------ | -------- |
| Direkt Bild zu diesem Denkmal hochladen | Wohnstallhaus (ohne Schuppenanbau) | Rosengasse 8 (Karte) | Um 1870   | Bau- und sozialgeschichtlich von Bedeutung. Zwischen 2015 und 2020 abgerissen. | 09276400 |

## Tabellenlegende
- Bild: Bild des Kulturdenkmals, ggf. zusätzlich mit einem Link zu weiteren Fotos des Kulturdenkmals im Medienarchiv Wikimedia Commons. Wenn man auf das Kamerasymbol klickt, können Fotos zu Kulturdenkmalen aus dieser Liste hochgeladen werden:
- Bezeichnung: Denkmalgeschützte Objekte und ggf. Bauwerksname des Kulturdenkmals
- Lage: Straßenname und Hausnummer oder Flurstücknummer des Kulturdenkmals. Die Grundsortierung der Liste erfolgt nach dieser Adresse. Der Link (Karte) führt zu verschiedenen Kartendiensten mit der Position des Kulturdenkmals. Fehlt dieser Link, wurden die Koordinaten noch nicht eingetragen. Sind diese bekannt, können sie über ein Tool mit einer Kartenansicht einfach nachgetragen werden. In dieser Kartenansicht sind Kulturdenkmale ohne Koordinaten mit einem roten bzw. orangen Marker dargestellt und können durch Verschieben auf die richtige Position in der Karte mit Koordinaten versehen werden. Kulturdenkmale ohne Bild sind an einem blauen bzw. roten Marker erkennbar.
- Datierung: Baubeginn, Fertigstellung, Datum der Erstnennung oder grobe zeitliche Einordnung entsprechend des Eintrags in der sächsischen Denkmaldatenbank
- Beschreibung: Kurzcharakteristik des Kulturdenkmals entsprechend des Eintrags in der sächsischen Denkmaldatenbank, ggf. ergänzt durch die dort nur selten veröffentlichten Erfassungstexte oder zusätzliche Informationen
- ID: Vom Landesamt für Denkmalpflege Sachsen vergebene, das Kulturdenkmal eindeutig identifizierende Objekt-Nummer. Der Link führt zum PDF-Denkmaldokument des Landesamtes für Denkmalpflege Sachsen. Bei ehemaligen Kulturdenkmalen können die Objektnummern unbekannt sein und deshalb fehlen bzw. die Links von aus der Datenbank entfernten Objektnummern ins Leere führen. Ein ggf. vorhandenes Icon  führt zu den Angaben des Kulturdenkmals bei Wikidata.